# Flood (produttore discografico)
Flood, pseudonimo di Mark Ellis (Londra, 16 agosto 1960), è un produttore discografico inglese.
Nella sua carriera ha collaborato fra gli altri con Depeche Mode, U2, Lucio Battisti, Nick Cave and the Bad Seeds, The Jesus and Mary Chain, Nine Inch Nails, The Smashing Pumpkins, Placebo, The Sound, Erasure, Curve, Nitzer Ebb, The Killers, Sigur Rós e PJ Harvey.  Nel 2006, ha condiviso con gli U2 il grammy Award, ricevuto nella categoria "Album dell'anno" per How to Dismantle an Atomic Bomb.

## Biografia
Flood ha frequentato la St Olave's Grammar School, a Orpington. Dopo aver lavorato ai Morgan Studios di Londra, Flood fa parte come chitarrista del gruppo Seven Hertz nel 1980, con il quale pubblica un album. Nel 1981 lascia il gruppo, e lavora come ingegnere del suono per l'album di esordio dei New Order, Movement, a cui seguono numerosi altri lavori (tra questi nel 1982 l'album E già di Lucio Battisti). Il suo primo lavoro come produttore però avviene nel 1983, con l'album From Her to Eternity di Nick Cave and the Bad Seeds.
Insieme a Brian Eno e Daniel Lanois, nel 1987 firma la produzione del suo primo successo internazionale: The Joshua Tree, degli U2. Il successo dell'album rende il nome di Flood particolarmente noto nell'ambiente, e la sua produzione viene richiesta da numerosi artisti come i Nine Inch Nails, i Depeche Mode e gli Erasure, per i quali Flood produrrà i primi due album, Wonderland nel 1986 e The Circus l'anno seguente. Negli anni novanta Flood continua a lavorare con successo con gli U2, che pubblicano gli album Achtung Baby e Zooropa.
Nel 1995 Flood lancia gli Smashing Pumpkins, che seguirà per tutta la carriera, e inizia una lunga collaborazione con PJ Harvey. In entrambi i casi si riveleranno due produzioni molto fortunate, premiate dall'ottimo riscontro di pubblico. Nel 2000 torna a lavorare con gli Erasure per l'album Loveboat. Fra le sue collaborazioni più recenti vale la pena citare i Placebo, i Killers e nel 2008 i Goldfrapp ed i Sigur Rós.
Dall'agosto 2008 al luglio 2009 Flood ha prodotto il terzo album dei Thirty Seconds to Mars, This Is War.

## Vita privata
Flood è sposato dal 1985 con Rosamund Smith, dalla quale ha avuto una figlia, Lauren Ellis.